# O Jardim da Meia-Noite
O Jardim da Meia-Noite (Tom's Midnight Garden) é um livro escrito por Philippa Pearce em 1958.

## História
O Jardim da Meia-Noite conta que Tom, é um garoto cujo irmão teve sarampo, obrigado a ficar de quarentena, Tom é levado para morar com seus tios (Tia Gwen e Tio Alan Kitson) enquanto seu irmão não se cura. Eles moravam em um grande casarão que fora divididos em apartamentos,ao chegar, Tom se intriga com o grande relógio de pêndulo que havia no hall, que era propriedade da dona do casarão (sra. Bartolomew). O relógio tem um grave erro, ele sempre badalava a hora errada. Mas em uma certa noite, o relógio badala 13 horas (relógios de pendulo, como os relogios antigos, tinhas apenas 12 horas) intrigado novamente, Tom desce para o hall, no qual descobre uma porta que o levava para um jardim totalmente misterioso (ninguém sabia que ali havia um jardim pois de dia, era apenas um estacionamento). Tom passa a ir visitar todas as noites o jardim, no qual cria uma amiga inesquecível, Hatty, porém os dias passam, os segredos aumentam e o dia em que Tom deveria voltar para casa e nunca mais se aproximar do jardim (nem ver Hatty) se aproximam cada vez mais.
"Meu pai teve de se aposentar e a casa onde viviamos foi vendida. Enquanto viviamos o processo de vendas, comecei a pensar em escrever uma história baseada na casa e no jardim, e nesse sentimento das coisas que amamos escapando de nossas mãos" disse a escritora.

## Livro
Foi publicado em 1958 em inglês pela Oxford University Press.
No Brasil passou por duas editoras (Editora Moderna e Editora Salamandra)
Na Editora Salamandra o livro fazia parte da então Coleção Lua Crescente que atribua-se a outros também escritores como Sid Fleischman,Nina Bernstein,Janet Taylor Lisle,Roald Dahl,Judy Blume,e é claro, Philippa Pearce.

## Filme
Em 1989 foi feito uma primeira versão do filme apoiada pela emissora BBC (British Broadcasting Corporation), estreiado em 4 de Janeiro.Dirigido por Christine Secombe.
Em 1999 foi gravado a segunda versão do filme Tom's Midnigh Garden, e lançado em 2 de Julho,na Inglaterra, obtendo 107 minutos. Dirigido por Willard Carroll, dentre os atores havia:
- Anthony Way	  	(Tom),                                                                      *Greta Scacchi	        (Gwen Kitson),
- James Wilby	  	(Alan Kitson),
- Florence Hoath	  	(Hatty (12 / 13 anos),
- David Bradley	  	(Abel),
- Joan Plowright	  	(Mrs. Bartholomew),
- Dentre Outros...